# Oenothera primiveris
Oenothera primiveris är en dunörtsväxtart. Oenothera primiveris ingår i släktet nattljussläktet, och familjen dunörtsväxter.

## Underarter
Arten delas in i följande underarter:
- O. p. bufonis
- O. p. primiveris

## Bildgalleri

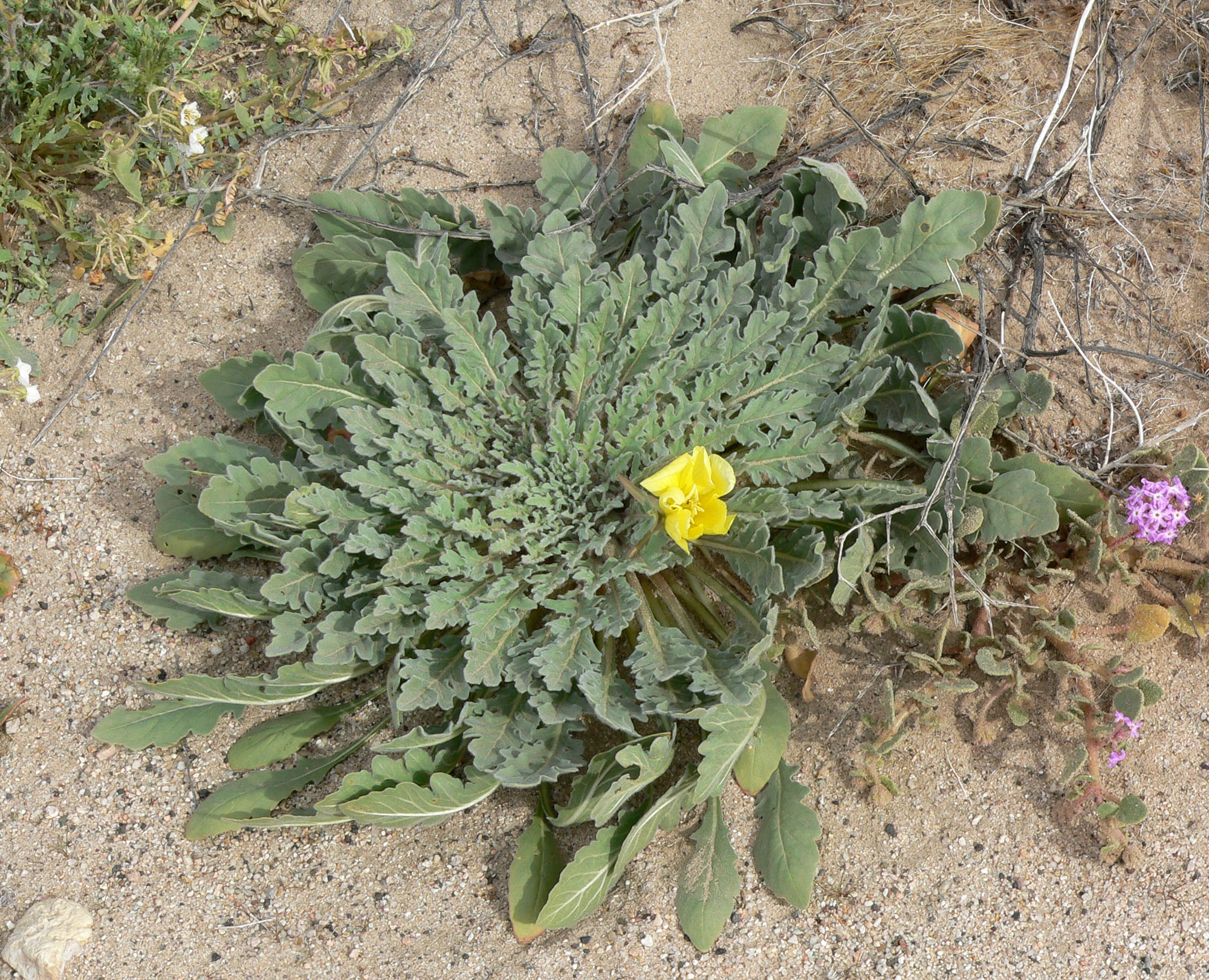
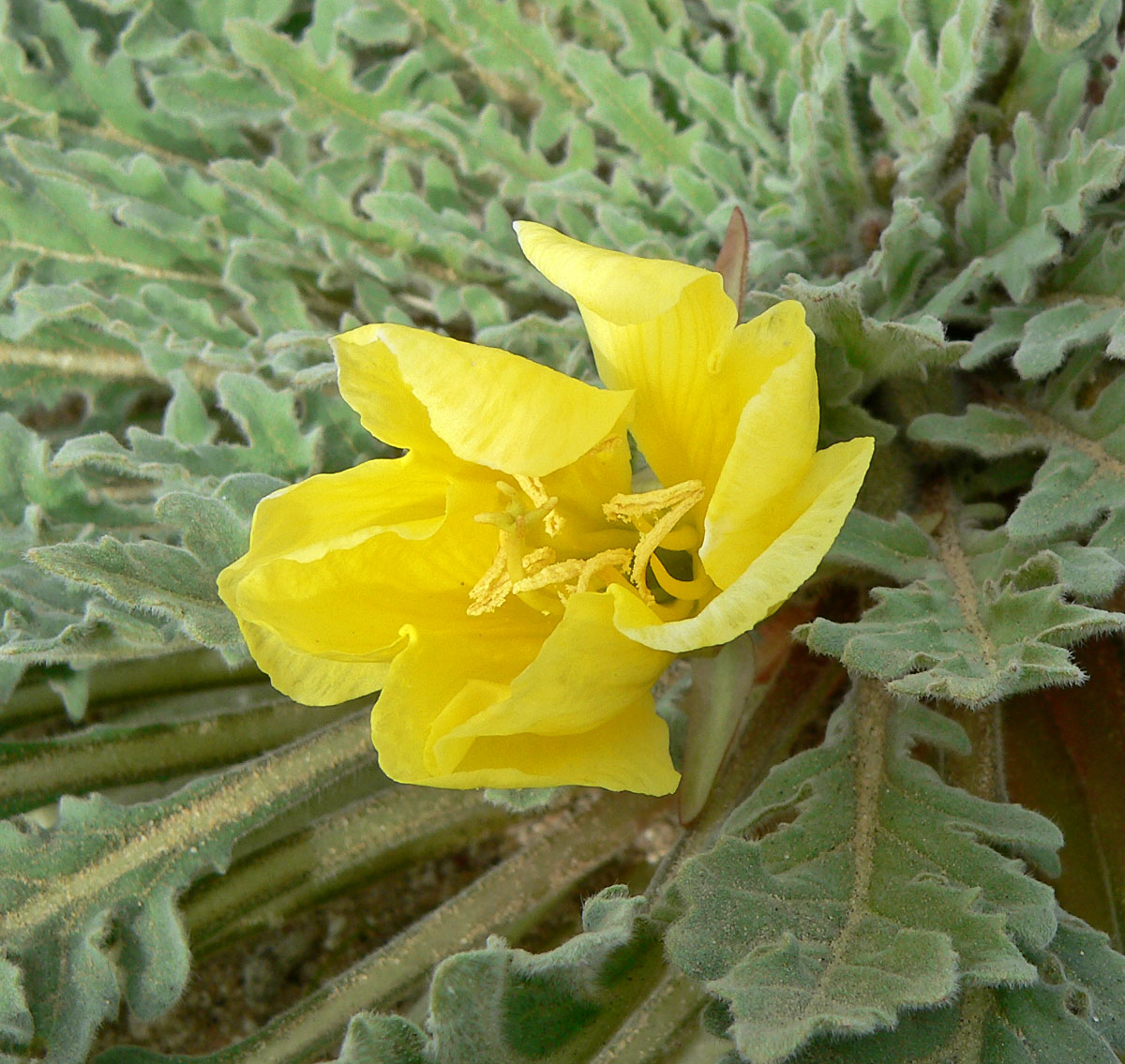
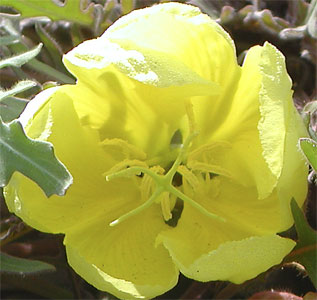